# 民族进步统一集团党
民族进步统一集团党（羅馬化：Ḥizb al-Tagammu' al-Watani al-Taqadomi al-Wahdawi，缩写为Tagammu，意为“集团”）是埃及的一个纳赛尔主义政党。该党成立于1977年，最初取名为民族进步统一集团组织，作为执政党阿拉伯社会主义联盟的左翼派系存在。1978年阿拉伯社会主义联盟解散后，该党成为独立政党。
该党自称1952年埃及革命原则的捍卫者，呼吁抵制任何试图逆转革命带给劳动者、贫困者和其他低收入群体的社会利益的企图。